# Theodora (800-talet)
Theodora, född omkring 815, död 867, var en bysantinsk kejsarinna, gift 830 med den bysantinske kejsaren Theofilos. Hon var Bysans regent som förmyndare för sin son från 842 till 855. Hon är ett helgon inom den ortodoxa kyrkan. 

## Biografi
Under hennes makes sista styrelseår (842) åsidosatte hon hans ecklesiastiska hållning och sammankallade en koncilium under patriarken Metodius, där bilddyrkan slutligen återupprättades och det prästerskap som var emot detta fördrevs. Som förmyndare till sonen Mikael III, styrde hon med fast och förståndig hand; hon fyllde på i skattkistorna och avskräckte bulgarernas invasionsförsök. 
I syfte att bevara sin maktposition försummade hon avsiktligen sin sons utbildning, och måste därför hållas ansvarig för den epikureiska karaktär han utvecklade hos sin farbror Bardas. Theodora kämpade förgäves mot Bardas styre. År 855 fråntogs hon makten på Bardas' begäran. Hon blev senare dömd för att ha intrigerat mot honom och 857 sänd till kloster. Hon närvarade vid Mikaels begravning 867 men tycks ha avlidit strax därpå. 
Hon helgonförklarades för sin strävan i frågan om avbildsdyrkan.